# USS Stringham (DD-83)
USS Stringham (DD-83) – amerykański niszczyciel typu Wickes. Jego patronem był Silas Stringham.
Stępkę okrętu położono 19 września 1917 w stoczni Fore River Shipbuilding Company w Quincy (Massachusetts). Zwodowano go 30 marca 1918, matką chrzestną była żona Edwarda B. Hilla. Jednostka weszła do służby w US Navy 2 lipca 1918, jej pierwszym dowódcą był Commander N. E. Nichols.
Okręt był w służbie w czasie I wojny światowej. Działał jako jednostka eskortowa.
Po I wojnie światowej wycofany ze służby 2 czerwca 1922.
W 1940 przerobiony na szybki transportowiec, 2 sierpnia 1940 otrzymał oznaczenie APD-6, 11 grudnia 1940 wrócił do służby.
W czasie drugiej wojny światowej brał udział w wielu desantach i operacjach (m.in. walki o Salomony). Desantował oddziały UDT. Wszedł na rafę, gasił pożary na innych okrętach, holował trafione jednostki. Koniec wojny zastał go w stoczni w San Diego. Wycofany ze służby 9 września 1945. Złomowany w Filadelfii w marcu 1946.